# Federleyella paucifenestrata
Federleyella paucifenestrata är en tvåvingeart som beskrevs av Steyskal 1963. Federleyella paucifenestrata ingår i släktet Federleyella och familjen bredmunsflugor. Inga underarter finns listade i Catalogue of Life.